# Синхари
Сихарѝ (на гръцки: Συγχαρί; на турски: Aşağı Taşkent) е село в Кипър, окръг Кирения. Според статистическата служба на Северен Кипър през 2011 г. селото има 290 жители.
Де факто е под контрола на непризнатата Севернокипърска турска република.